# Беру (остров)
Беру́ (англ. Burhou) — остров (1,4 кв. мили, 2,25 км²) в проливе Ла-Манш в составе Нормандских островов к северо-западу от острова Олдерни, коронного владения Великобритании Гернси.

## Общая информация

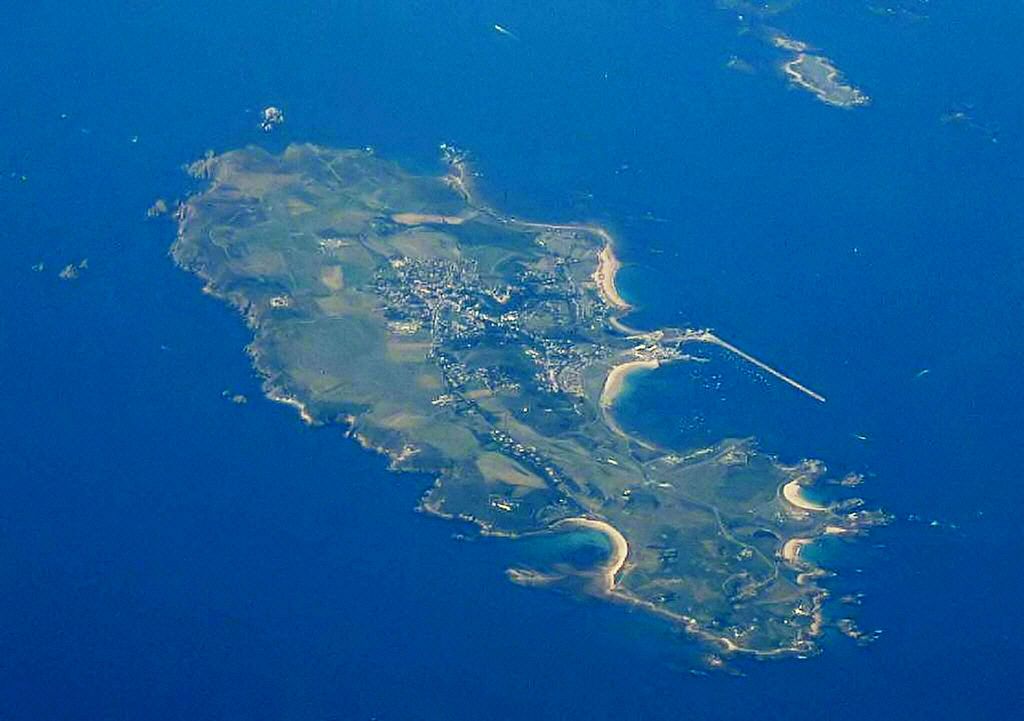
Олдерни и Беру

Остров Беру располагается в 2,25 км к северо-западу от острова Олдерни (Нормандские острова), входящего в архипелаг Нормандских островов. На острове нет постоянно проживающего населения.
Как и многие другие острова Ла-Манша, название содержит норманский суффикс -hou древнеисландского происхождения. Bur означает склад или хранилище, а holm — остров.
Дом на острове Беру, построенный в 1820 году, был уничтожен нацистской Германией во время оккупации Нормандских островов во время Второй мировой войны.
Представителем острова Беру в Законодательном собрании Олдерни в настоящее время является Джон Биман.

## Дикая жизнь

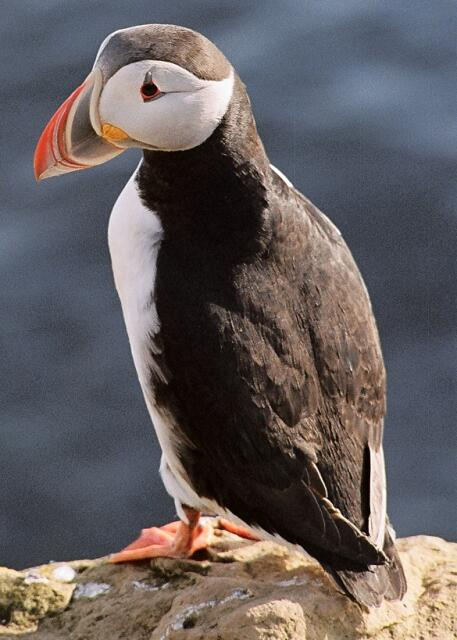
Атлантический тупик

Остров представляет собой птичий заповедник, именно поэтому законодательно запрещено высаживаться на него с 15 марта по 27 июля. На острове в больших количествах живут кролики и уменьшающаяся в размерах колония атлантических тупиков (puffins).

## Безопасность
В неспокойную погоду высадиться на берег практически невозможно. Безопасность прохождения судов в водах вблизи острова гарантируется работой двух маяков: на острове Олдерни и Каскетс.